# Alitalia
Alitalia, formeel Alitalia — Società Aerea Italiana S.p.A., was tot 14 oktober 2021 de nationale luchtvaartmaatschappij van Italië. De maatschappij maakte deel uit van de luchtvaartalliantie SkyTeam. Na een faillissement heeft Alitalia per 15 oktober 2021 de vluchten gestaakt. Deze worden voortgezet door een nieuwe luchtvaartmaatschappij met de naam ITA Airways (ITA).

## Geschiedenis
Alitalia werd gesticht in 1946. De maatschappij vervoerde in dat jaar al meer dan tienduizend passagiers. De eerste vlucht vond plaats tussen Turijn en Rome; deze werd uitgevoerd met het eerste toestel van de vloot, een Fiat G-12 Alcione, bestuurd door Virginio Reinero. De eerste internationale vlucht vond in 1948 plaats tussen Milaan en diverse steden in Zuid-Amerika.
Alitalie vervoerde ongeveer 25 miljoen passagiers per jaar en vloog vanaf twee hubs in Italië: Rome Fiumicino en Milaan Malpensa.
- Alitalia vloog op 103 bestemmingen.
- De vloot bestond uit 104 toestellen, gebouwd door Airbus en Boeing. Eerstgenoemde werd vooral ingezet voor kortere binnenlandse vluchten.
- Alitalia CityLiner was de dochtermaatschappij van Alitalia.
- Alitalia was de officiële vervoerder van de Paus en het Italiaans voetbalelftal.

### 21e eeuw
In 2000 werd een aanstaande fusie tussen KLM en Alitalia afgeblazen, maar na jarenlange alleengang van Alitalia en grote verliezen (geschat op € 1 miljoen per dag), gaf uiteindelijk op 27 december 2007 de Italiaanse regering Prodi Alitalia toestemming om exclusieve onderhandelingen te beginnen met de Air France-KLM combinatie over de overname van de aandelen van de Italiaanse staat in Alitalia (49,5% van het totaal).
Een van de controverses die moesten worden opgelost was het plan van Air France de Milanese luchthaven Malpensa te elimineren als een van Alitalia's twee hubs. Met de ingang van het zomerschema per 1 april 2008 was deze controverse al grotendeels opgelost, omdat zeer veel vluchten (vooral internationaal en intercontinentaal) waren verplaatst van Malpensa naar Rome. De SEA (afhandelingsmaatschappij op de luchthaven Malpensa) had hiervoor geprobeerd een claim in te dienen wegens verlies van inkomsten door het vertrek van Alitalia. Inmiddels stortten veel andere luchtvaartmaatschappijen zich op het ontstane gat op Malpensa, waaronder veel lowcostmaatschappijen maar ook bijvoorbeeld Lufthansa. Een andere controverse betrof de inefficiency van het bedrijf. Elke overnamekandidaat zou de behoefte hebben om te snijden in het ruime personeelbestand, maar vond de bonden dan natuurlijk tegen zich.
Op 17 maart 2008 gaf de Italiaanse regering haar goedkeuring aan een bod van Air France-KLM om de maatschappij over te nemen, maar op 2 april 2008 trok Air France/KLM zich alsnog terug uit de onderhandelingen. Als reden gaven zij de onredelijke eisen van de vakbonden. De vakbonden van hun kant speelden op de sentimenten in de samenleving en met name voor hun gevoeligheden ten aanzien van de kiezersgunst (Italië koos een nieuw parlement op 13 en 14 april).
Op 8 april verklaarde de raad van bestuur dat Alitalia slechts € 170 miljoen in contanten over had en dat het bedrijf op korte termijn de vluchten alleen voort kon zetten indien het een financiële injectie kreeg.
De parlementsverkiezingen van 13 en 14 april leverden een winst op van het rechtse blok onder Silvio Berlusconi. Tijdens de verkiezingsstrijd had hij reeds verscheidene malen verklaard dat Alitalia in Italiaanse handen moest blijven. Na de verkiezingen vroeg hij aan de Italiaanse demissionaire regering van Prodi om een lening van 300 miljoen euro te verstrekken aan Alitalia. Gezien de verkiezingsuitslag voldeed Prodi aan deze wens, waardoor het leven van Alitalia werd gerekt tot het einde van 2008. De vraag bleef echter of de Europese Commissie een dergelijke staatssteun zou accepteren. Ondertussen bevestigde Berlusconi keer op keer dat hij Alitalia overeind wilde houden en het liefst in Italiaanse handen. De kandidaten voor overname waren toen Air One (met steun van diverse Italiaanse banken) en het Russische Aeroflot. Berlusconi noemde zelfs nog als mogelijkheid een overname door de Italiaanse spoorwegen (waarin de staat een groot aandelenpakket had) als mogelijkheid.
De Europese Unie onderzocht of deze lening van de regering Alitalia niet een oneerlijk voordeel geeft ten opzichte van andere luchtvaartmaatschappijen, en heeft andere maatschappijen om commentaar gevraagd.
De regering van Berlusconi had de Italiaanse bank Intesa Sanpaolo SpA opdracht gegeven om met een plan te komen om Alitalia te verkopen. De regering had tevens bij decreet bepaald dat de wettelijke plicht om aandeelhouders inzicht te geven in de pogingen om het bedrijf te verkopen was opgeschort. Als gevolg hiervan werd het verhandelen van aandelen van Alitalia met ingang van 4 juni 2008 gestopt. In augustus 2008 vroeg Alitalia uitstel van betaling aan.

### Doorstart 1
Op 22 augustus 2008 werd het consortium Compagnia Aerea Italiana opgericht. Enkele dagen later maakten de eigenaren van CAI, waaronder de bank Intesa Sanpaolo, bekend dat ze van plan waren om delen van het failliete Alitalia op te kopen en samen te voegen met Air One. In oktober 2009 werd bekend dat CAI € 1,1 miljard had geboden voor het merk 'Alitalia' en enkele onderdelen. Deze reddingsoperatie kostte de Italiaanse regering zo’n € 4 miljard. De overheid nam de afvloeiingskosten van het personeel voor haar rekening en nam alle schulden over. Na afronding van de transactie in december 2008 en de aankoop van Air One, werd op 13 januari 2009 het uitvoeren van vluchten hervat. Eén dag later werd bekendgemaakt dat Air France-KLM voor € 322 miljoen een aandeel van 25% in het nieuwe Alitalia had gekocht. Air France-KLM kreeg daarbij ook de optie om na 2013 haar aandeel te vergroten. In november 2012 besloot Air France-KLM deze optie niet uit te oefenen.
In februari 2013 leende Alitalia € 150 miljoen bij zijn aandeelhouders. Air France-KLM neemt hieraan deel met een bedrag van € 37,5 miljoen, hetgeen overeenkwam met het belang van 25% dat het Frans-Nederlandse concern had. De converteerbare lening kan aan het einde van de looptijd worden omgezet in aandelen. Alitalia zit dringend om kapitaal verlegen door de aanhoudende economische crisis in Europa en de hoge brandstofprijzen. In december 2013 heeft Alitalia een aandelenemissie afgerond die het bedrijf € 300 miljoen heeft opgeleverd. Het Italiaanse staatspostbedrijf kocht voor € 75 miljoen aan aandelen. Air France-KLM, dat tot de kapitaalverhoging 25% van Alitalia bezat, had niet meegedaan en zag hierdoor zijn belang verwateren. Alitalia zal ook zo'n 2.600 werknemers ontslaan om de jaarlijkse kosten met 200 tot 400 miljoen euro te drukken. Met deze opbrengst nam de kans dat de luchtvaartmaatschappij nog zeker een jaar kan blijven vliegen toe. Alitalia moet verder zoeken naar een partner voor een duurzamere toekomst en Etihad Airways heeft al interesse getoond.
Na maanden onderhandelen nam Etihad Airways een belang van 49% in Alitalia. Etihad betaalde ongeveer € 400 miljoen voor het pakket aandelen en zou verder € 560 miljoen in de maatschappij investeren. Alitalia laat 2200 medewerkers afvloeien om uit de verliezen te komen. Begin augustus 2014 werden de details van het volledige reddingsplan bekendgemaakt. Het werd bevestigd dat Etihad Airways € 560 miljoen ging investeren en hiervoor in ruil 49% van de aandelen in handen kreeg. De andere aandeelhouders stopten € 300 miljoen eigen vermogen in het bedrijf. Verder werd er voor € 600 miljoen aan schulden geherstructureerd en verstrekten de banken nieuwe kredieten ter waarde van € 300 miljoen. Alle activiteiten werden gestroomlijnd en Alitalia verwachtte in 2017 weer winst te zullen boeken.
Het winstherstel verliep trager dan verwacht. Alitalia kampte met hevige concurrentie van prijsvechters en de hogesnelheidstreinen. In 2016 leed Alitalia een verlies van € 500 miljoen en in het eerste kwartaal van 2017 nog eens € 200 miljoen. In maart 2017 werden extra maatregelen aangekondigd met de bedoeling om Alitalia in 2019 weer winstgevend te doen zijn. De kosten gingen binnen drie jaar met 1 miljard euro op jaarbasis naar beneden. Hiervan werd een derde gerelateerd aan personeelskosten en zo’n 2000 medewerkers verliezen hun baan. Verder wordt de vloot voor de korte afstanden met 20 toestellen ingekrompen en de rest van de besparingen komen van andere maatregelen. Alitalia heeft de ambitie de omzet met 30% te laten groeien naar € 3,7 miljard in 2019. Medio april stemden de werknemers tegen de reorganisatieplannen. Op 11 mei 2017 ging het bedrijf wederom failliet.

### Doorstart 2
Nadat het faillissement was uitgesproken ging een speciale staatscommissie op zoek naar een nieuwe eigenaar voor de luchtvaartmaatschappij. De regering stelde een overbruggingskrediet van 600 miljoen euro voor zes maanden beschikbaar, zodat de maatschappij tijdelijk kon doorvliegen terwijl naar een nieuwe eigenaar werd gezocht. In januari 2018 werd bekend dat Lufthansa en easyJet de beste kansen maken om het Italiaanse bedrijf in te lijven.
In april 2018 startte de Europese Commissie (EC) een onderzoek naar de duur en hoogte van een noodkrediet dat Alitalia ontving van de Italiaanse overheid. Sinds 2 mei 2017 stond Alitalia onder toezicht en kreeg het aanvankelijk een noodlening van € 600 miljoen van de Italiaanse staat gevolgd door nog eens € 300 miljoen in oktober 2017. De EC vond de termijn te lang, normaal is zes maanden, en onderzocht verder of het krediet niet meer was dan het strikt noodzakelijke. In september 2021 oordeelde de EC dat Alitalia in 2017 voor € 900 miljoen aan illegale staatsteun heeft gekregen. Dit moet, met rente, worden terugbetaald aan de Italiaanse staat.
Na de Italiaanse verkiezingen in maart 2018 spraken de twee regeringspartijen, de Vijfsterrenbeweging en Lega Nord af de verkoop tegen te houden. Ze vonden dat het luchtvaartbedrijf een staatsmaatschappij moeten worden of ze wilden in ieder geval een meerderheidsbelang behouden.
Door de coronapandemie en de negatieve financiële consequenties voor de luchtvaartsector besloot de Italiaanse regering in maart 2020 de verkoopplannen van Alitalia op te geven en de maatschappij te nationaliseren. Het verkoopproces begon in mei 2017 en verliep uitermate moeizaam. De overheid reserveerde direct een bedrag van € 500 miljoen voor steun aan de sector, waarvan het grootste deel voor Alitalia was bestemd. De overheid verwachtte dat meer geld nodig zou zijn wilde Alitalia overleven.
In februari 2020 startte de EC een onderzoek naar ongeoorloofde staatssteun ter waarde van € 400 miljoen. In maart 2023 oordeelde de EC dat er inderdaad sprake was van ongeoorloofde staatssteun omdat geen enkele particuliere investeerder destijds de lening aan het bedrijf zou hebben verstrekt en de lening gaf Alitalia een concurrentie voordeel. Alitalia is inmiddels opgeheven en deze vordering komt bij de overige schulden te staan die uiteindelijk door de bewindvoerder wordt terugbetaald mits er voldoende middelen beschikbaar zijn.
In juli 2021 kreeg de regering toestemming van de EC voor een vergaande herstructurering. Alitalia zou de activiteiten staken per 15 oktober 2021. Een deel van de activiteiten zou worden doorgezet door een nieuwe luchtvaartmaatschappij met de naam Italia Trasporto Aereo (ITA Airways). Deze zou de operaties beginnen met 52 vliegtuigen en 2750 medewerkers. Alitalia had voor deze operatie zo'n 11.000 medewerkers en ook de hoge schuld van Alitalia aan de Italiaanse staat zou niet over gaan naar ITA. De gesprekken met de EC duurden zo'n zeven maanden voor er overeenstemming werd bereikt. ITA zou nog drie jaar staatsteun krijgen, beginnend met € 700 miljoen in 2021 en dalend naar € 250 miljoen in het laatste jaar 2023. ITA moest in ruil wel een aantal landingsrechten op de luchthavens van Rome en Milaan afstaan.

## Resultaten
Alitalia heeft de Italiaanse belastingbetalers zo’n € 6,5 miljard gekost sinds 2008, toen het van de ondergang werd gered door 20 Italiaanse bedrijven. Het aantal vervoerde passagiers schommelde rond de 24 à 25 miljoen per jaar. In 2011 was er nog een verbetering van de resultaten merkbaar ten opzichte van 2010, maar deze positieve lijn werd gekeerd in 2012. De onderneming kampte in dat jaar met een stagnerende economie en hoge brandstofprijzen. Ten slotte nam ze een extra afschrijving van € 91 miljoen op de vloot, wat het verlies in 2012 verder deed oplopen. In 2013 en 2014 leed Alitalia een totaal verlies van ruim € 1 miljard.
Per jaarultimo 2014 telde het bedrijf 11.839 medewerkers.
| Jaar | Omzet         | Bedrijfsresultaat | Nettoresultaat | Passagiers   |
| ---- | ------------- | ----------------- | -------------- | ------------ |
| 2010 | € 3,2 miljard | € 106 miljoen     | € 168 miljoen  | 23,4 miljoen |
| 2011 | € 3,5 miljard | € 6 miljoen       | € 69 miljoen   | 25,0 miljoen |
| 2012 | € 3,6 miljard | € 119 miljoen     | € 280 miljoen  | 24,3 miljoen |
| 2013 | € 3,3 miljard | € 414 miljoen     | € 557 miljoen  | 22,7 miljoen |
| 2014 | € 3,2 miljard | € 347 miljoen     | € 578 miljoen  | 22,5 miljoen |
| 2015 | € 3,3 miljard | —                 | € 199 miljoen  | 22,1 miljoen |
| 2016 | —             | —                 | —              | 22,6 miljoen |

## Vloot

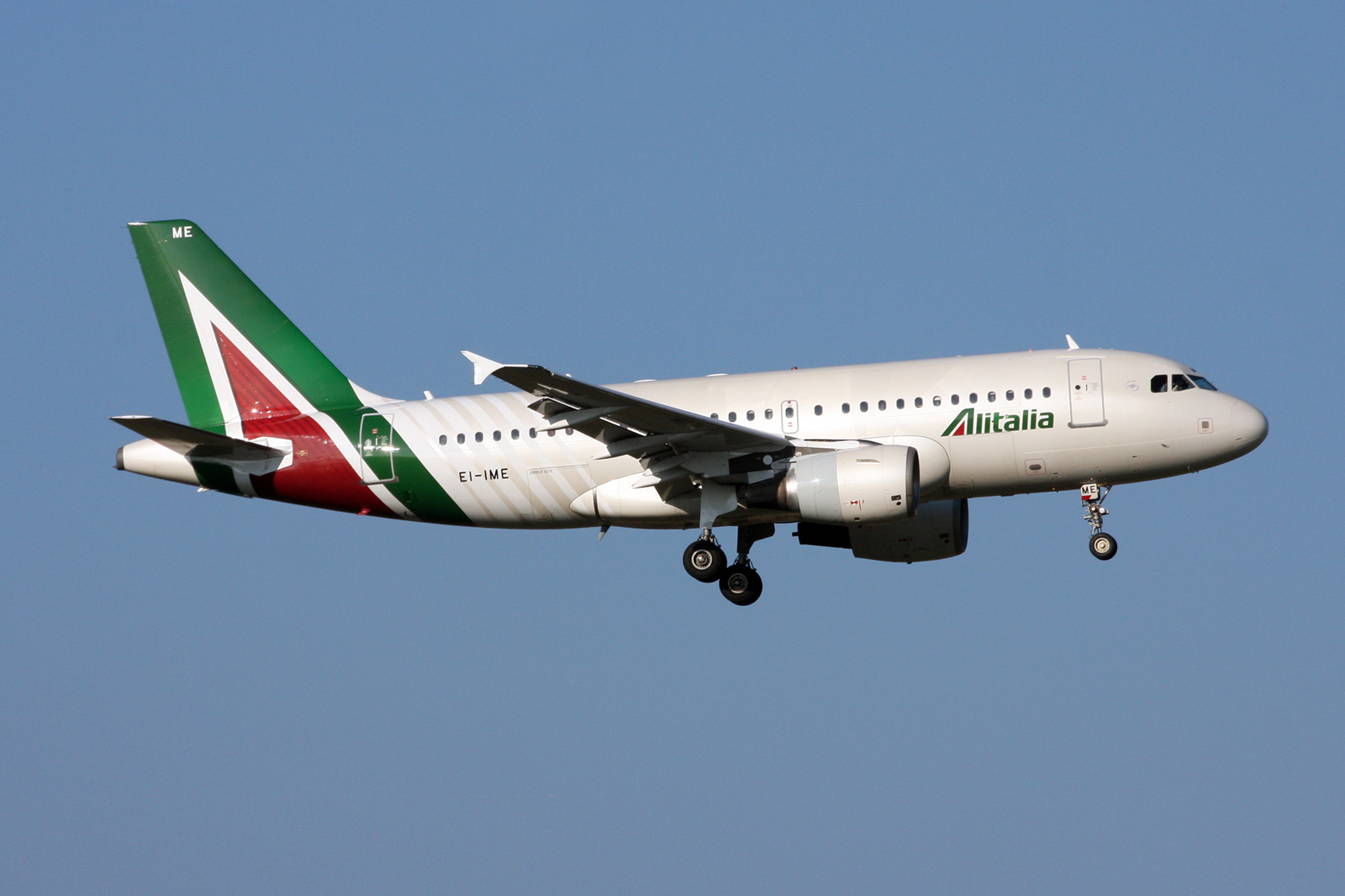
Een Airbus A319-100 van Alitalia.

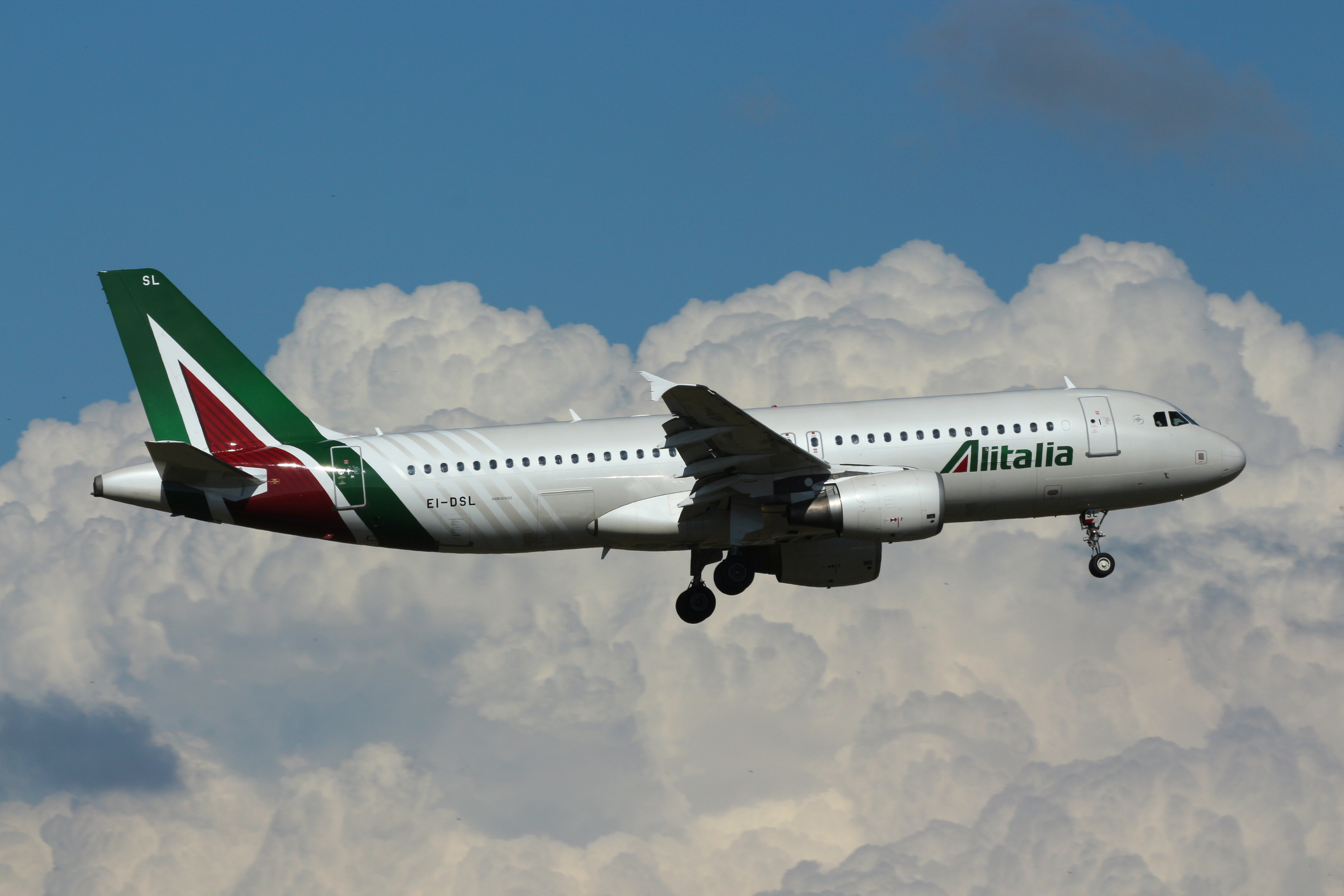
Een Airbus A320-200 van Alitalia.

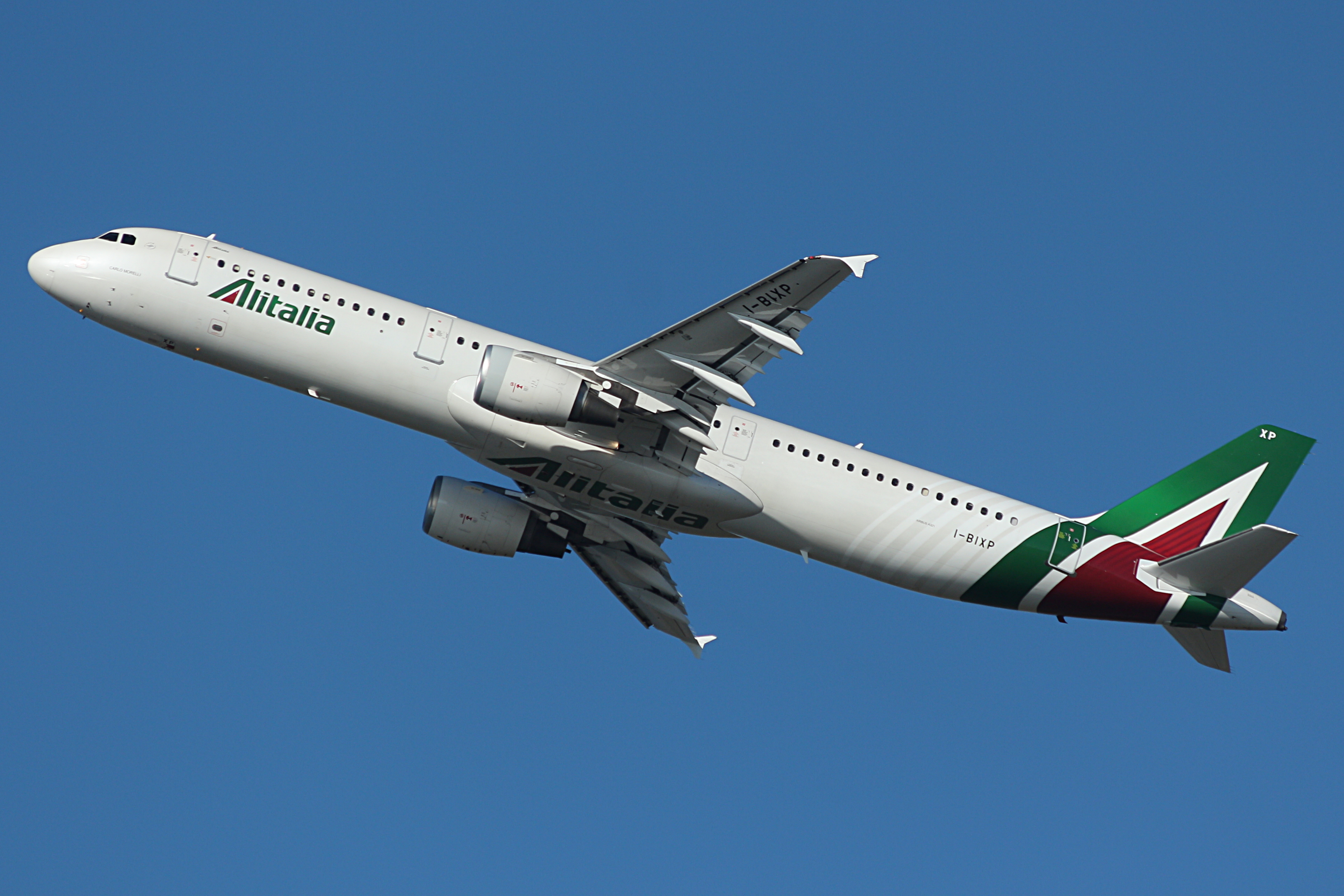
Een Airbus A321-100 van Alitalia.

De vloot van Alitalia in november 2020 bestond uit de volgende vliegtuigen. Zie voor de regionale vloot: Alitalia CityLiner.